# Skylines
Skylines ist eine deutsche Dramaserie von Dennis Schanz. Die erste Staffel, bestehend aus sechs Folgen, wurde am 27. September 2019 auf Netflix veröffentlicht. Die Serie handelt von dem fiktiven Plattenlabel Skyline in Frankfurt am Main und dessen Verbindung zur organisierten Kriminalität.
Am 14. November 2019 gab Hauptdarsteller Edin Hasanović auf Instagram bekannt, dass es keine zweite Staffel geben wird.

## Handlung
Der Hip-Hop-Produzent Jinn erhält vom Label Skylines Records, das vom Rapper Kalifa geführt wird, das Angebot seines Lebens. Doch als Kalifas Bruder aus dem Exil zurückkehrt, prallen die Welten der Musik und des organisierten Verbrechens aufeinander.

## Hintergrund
Die Hauptfigur Kalifa basiert auf dem Offenbacher Rapper Haftbefehl, welcher das Titellied zur Serie beisteuert.

## Auszeichnungen
Für ihre Mitarbeit an Skylines gewannen Dennis Schanz (Showrunner), Ben Bazzazian (Musik), Edin Hasanović (Darstellung) und Carol Schuler (Darstellung) einen Grimme-Preis 2020 im Bereich Fiktion.
Beim Deutschen Schauspielpreis 2020 wurde Carol Schuler als beste Schauspielerin in einer Nebenrolle ausgezeichnet. Edin Hasanović war im Bereich Hauptrolle nominiert.

## Episodenliste
| Nr. (ges.)                                                                        | Nr. (St.) | Originaltitel     | Regie                | Drehbuch                      |
| --------------------------------------------------------------------------------- | --------- | ----------------- | -------------------- | ----------------------------- |
| 1                                                                                 | 1         | Null sechs neun   | Maximilian Erlenwein | Dennis Schanz                 |
| 2                                                                                 | 2         | Skyline glänzt    | Maximilian Erlenwein | Dennis Schanz                 |
| 3                                                                                 | 3         | Was ich meine     | Maximilian Erlenwein | Dennis Schanz, Ole Lohmann    |
| 4                                                                                 | 4         | Sturm             | Soleen Yusef         | Dennis Schanz, Kim Zimmermann |
| 5                                                                                 | 5         | Rose im Beton     | Soleen Yusef         | Dennis Schanz, Oliver Karan   |
| 6                                                                                 | 6         | Engel oder Teufel | Soleen Yusef         | Dennis Schanz, Arne Ahrens    |
| Am 27. September 2019 wurden alle Folgen gleichzeitig bei Netflix veröffentlicht. |           |                   |                      |                               |